# دنی کروپر
دنی کروپر (انگلیسی: Dene Cropper؛ زادهٔ ۵ ژانویهٔ ۱۹۸۳) بازیکن فوتبال اهل بریتانیا است.
از باشگاه‌هایی که در آن بازی کرده‌است می‌توان به باشگاه فوتبال شفیلد ونزدی، باشگاه فوتبال بوستون یونایتد، باشگاه فوتبال لینکولن سیتی، باشگاه فوتبال ماتلوک تاون، باشگاه فوتبال گینزبورو ترینیتی، و باشگاه فوتبال وورکساپ تاون اشاره کرد.